# Chance 2000
Chance 2000 war eine deutsche Kleinpartei, die im März 1998 von Christoph Schlingensief gegründet wurde.

## Geschichte
Vor der Parteigründung gründete Schlingensief mit einigen anderen Personen, unter anderem Harald Schmidt und Alfred Biolek, den Verein Chance 2000 e. V., der den „Unsichtbaren [der] Gesellschaft“ beim Versuch, sich als unabhängige Wahlkreiskandidaten aufzustellen, helfen sollte. Die Gründung der Partei fand am 13. März 1998 in einem Zirkuszelt auf dem Volksbühnengelände im Prater statt. Der Oberstaatsanwalt Dietrich Kuhlbrodt setzte die Gründung juristisch durch. Insgesamt gab es 312 Gründungsmitglieder. Die Partei war zunächst auch unter dem Namen Partei der letzten Chance mit dem Slogan „Scheitern als Chance“ bekannt. Der Ansatz der Partei war die Möglichkeit jeder Person, sich mit der Namenskombination „Chance Müller“ oder „Müller Chance“ als Direktkandidat aufzustellen und somit selber zu wählen, sobald er 2000 Unterschriften von Wahlberechtigten seines Wahlkreises gesammelt hatte. Nach Angaben Schlingensiefs hatte die Partei im Juni 1998 etwa 16.000 Mitglieder, ein Artikel der Welt vom 24. August 1998 sprach von „annähernd 1000 Mitglieder[n]“ und „30.000 Sympathisanten“.  Insgesamt hatte die Partei elf Landesverbände in Nordrhein-Westfalen (Landesvorsitzender war hier der Filmemacher Detlev F. Neufert), Hamburg, Bremen, Bayern, Brandenburg, Baden-Württemberg, Sachsen, Hessen, Niedersachsen, Mecklenburg-Vorpommern und Schleswig-Holstein. Im Juli 1998 wurde die Partei für die Bundestagswahl 1998 zugelassen, bei welcher die Partei 0,007 % der Erststimmen (3.206 Stimmen) und 0,058 % der Zweitstimmen (28.566 Stimmen) erhielt.
1998 wurde ein Buch mit dem Titel Chance 2000: Wähle Dich selbst bei Kiepenheuer & Witsch veröffentlicht, bei dem Christoph Schlingensief und Carl Hegemann als Autoren agierten. Der Soziologe Niklas Luhmann unterschrieb nach Angaben der Partei eine Unterstützerliste.
Trotz einer Spende von Wolfgang Joop von 190.000 DM häufte die Partei im Zuge der Bundestagswahl zwischen 90.000 und 120.000 DM Schulden an, woraufhin Schlingensief den Verkauf der Partei ankündigte. Bundeswahlleiter Johann Hahlen reagierte darauf mit der Äußerung „Die Gesetze lassen eine Veräußerung nicht zu.“ Nach der Gründung einer Gesellschaft bürgerlichen Rechts namens Chance 2000 International, zu deren sieben Teilhabern unter anderem Schlingensief, drei Independent-Labels und Tom Tykwer gehören, wurden die Schulden von dieser übernommen.
Der letzte Bundesvorstand wurde am 28. Oktober 1999 gewählt, hierbei waren die Vorsitzenden Alexander Karschnia, Matthias Riedel und Herbert Rusche. Zusätzlich gab es 6 Beisitzer. Schlingensief wurde als Ehrenvorsitzender genannt. Im Dezember 2000 erschienen Berichte, die nach dementsprechenden Äußerungen Schlingensiefs über eine mögliche „Neuauflage“ der Partei spekulierten. Dabei gab Schlingensief auch bekannt, er habe „erst vor einigen Tagen die letzte Mark [der Chance-2000-Schulden] zurückgezahlt“.

## Aktionen
Chance 2000 verband politische Forderungen mit künstlerischen Aktionen. Die Gründung der Partei wurde als Wahlkampfzirkus '98 bezeichnet, wobei Schlingensief in Zirkusuniform auftrat und artistische Trapeznummern und Tierdressur Inhalte der Veranstaltung waren. Für die Aktion Baden im Wolfgangsee lud Schlingensief sechs Millionen Arbeitslose zum Baden im Wolfgangsee ein, an dessen Ufer Helmut Kohls Ferienhaus in Sankt Gilgen stand. Ziel der Aktion war eine Erhöhung des Wasserspiegels, so dass Kohls Ferienhaus überflutet wird. Während Schlingensief einen Anstieg des Pegels um zwei Meter ankündigte, wies ein Experte darauf hin, dass das von den Menschen verdrängte Wasser einfach abfließen werde. Den Arbeitslosen wurden Freikarten für die Salzburger Festspiele versprochen, ein logistisches Konzept gab es nicht. Die Aktion erzeugte große Aufmerksamkeit, die Teilnahme daran war jedoch gering. Insgesamt nahmen deutlich weniger als 100 Personen an der Aktion teil.

## Parteiprogramm
In ihrem Parteiprogramm nennt die Partei die Wiedereinsetzung des „Volk[s] in seiner Gesamtheit“ als „Souverän des Staates“ als Hauptziel. Dabei richtet sie sich besonders an „alle[] […], die sich von der herrschenden Gesellschaft erniedrigt, entrechtet und beleidigt fühlen“ und nennt speziell „Behinderte[], Sozialhilfeempfänger[], […] Ausgegrenzte[] und Außenseiter[]“. Sie bezeichnet sich als „Nichtwählerpartei“ und versucht den „um sich greifenden Fatalismus“ sowie die „grassierende Politikverdrossenheit“ mit „gemeinsame[r] soziale[r] und politische[r] Sensibilisierung und Mobilisierung der Nichtwähler“ zu bekämpfen. Die Partei offeriere „Hilfe zur Selbsthilfe“ um einen „Artikulationsprozeß in Gang zu bringen“. Zudem wird die Forderung „Politik muß kunstvoller werden“ erhoben.
Angelehnt an die Parole Wir sind das Volk vertrat die Partei die Aussage Wir sind jeder ein Volk!, was darin begründet lag, dass jede Person als ein Volk gezählt wurde, also im Sinne einer Maßeinheit. Eine zentrale Forderung bestand darin, dass Arbeitslosigkeit als Beruf anerkannt werden solle.

## Dokumentarfilm
Am 7. September 2017 hatte die Dokumentation Chance 2000 – Abschied von Deutschland von Kathrin Krottenthaler und Frieder Schlaich einen bundesweiten Kinostart.